# Federico Humbert Azcárraga
Federico Humbert Azcárraga (Ciudad de Panamá, 18 de mayo de 1933 - 2 de noviembre de 2017) fue un empresario y banquero panameño. 
Humbert se graduó en el colegio de La Salle en 1951 y se licenció en administración de empresas en la Universidad de Notre Dame en 1955. Ocupó los cargos de presidente de Empresa General de Inversiones desde 1973 y fue presidente de diferentes empresas del Grupo Financiero BG, del Banco General, del Banco General (Overseas) y Petróleos Delta, entre otras. También ocupó el cargos de presidente de la Cámara de Comercio, Industrias y Agricultura de Panamá.
En su faceta filántropa, destacó su participación en la Fundación Sus Buenos Vecinos, organización sin fines de lucro que apoya y organiza programas de asistencia humanitaria. La Fundación de la Promoción de la Mujer de Panamá le dio el Premio al hombre del año en 2006 en reconocimiento de su trayectoria y su lucha por la pobreza.
Humbert Azcárraga era padre del contralor de la República de Panamá Federico Humbert. 